# GNOME Files
GNOME Files (преди това Nautilus) е мениджърът на файлове на графичната среда GNOME. С nautilus могат да се преглеждат както файлове на локалния компютър, така и отдалечени файлове през FTP, SMB и др.

## Интерфейс
Nautilus поддържа 2 начина за навигация във файловата система – с помощта на текстово поле с пътя или с бутони с имената на директориите. С помощта на табове, много директории могат да бъдат отворени едновременно. Към всяка икона могат да бъдат прикрепяни емблеми – малки картинки, носещи допълнителна информация. Звуковите файлове могат да бъдат преглеждани без да се стартира допълнителна програма – чрез посочване с мишката върху съответния файл.